# Copa das Nações da Oceania de Andebol Masculino
A Copa das Nações da Oceania de Handebol Masculino(pt-BR) ou Copa das Nações da Oceania de Andebol Masculino(pt-PT?), também conhecido como Campeonato da Oceania de Handebol Masculino é um campeonato internacional disputado entre as seleções nacionais de handebol/andebol filiadas à Federação de Andebol da Oceania.
Além de se conhecer o campeão continental, o torneio também serve como qualificatória para o Campeonato Mundial de Andebol Masculino que ocorre nos anos subsequentes.

## Histórico
| 1994 Detalhes |            | Austrália      | –           | Nova Zelândia | Dois times apenas | Dois times apenas | Dois times apenas |
| 1996 Detalhes |            | Austrália      | -           |               |                   |                   |                   |
| 2002 Detalhes | Sydney     | Austrália      | Round robin | Vanuatu       | Ilhas Cook        | Três times apenas | Três times apenas |
| 2004 Detalhes | Sydney     | Austrália      | Round robin | Nova Zelândia | Ilhas Cook        | Três times apenas | Três times apenas |
| 2006 Detalhes | Sydney     | Austrália      | Round robin | Nova Zelândia | Ilhas Cook        | Três times apenas | Três times apenas |
| 2008 Detalhes | Wellington | Nova Caledónia | Round robin | Austrália     | Ilhas Cook        | Round robin       | Nova Zelândia     |
| 2010 Detalhes | Porirua    | Austrália      | Round robin | Nova Zelândia | Ilhas Cook        | Três times apenas | Três times apenas |
| 2012 Detalhes | Sydney     | Austrália      | 62–20       | Nova Zelândia | Dois times apenas | Dois times apenas | Dois times apenas |
| 2014 Detalhes | Auckland   | Austrália      | 54–36       | Nova Zelândia | Dois times apenas | Dois times apenas | Dois times apenas |
| 2016 Detalhes | Auckland   | Austrália      | '–          | Nova Zelândia | Dois times apenas | Dois times apenas | Dois times apenas |

## Conquistas por país
| Ordem | País           | Medalha de ouro | Medalha de prata | Medalha de bronze |    |
| ----- | -------------- | --------------- | ---------------- | ----------------- | -- |
| 1     | Austrália      | 8               | 1                | 0                 | 9  |
| 2     | Nova Caledónia | 1               | 0                | 0                 | 1  |
| 3     | Nova Zelândia  | 0               | 6                | 0                 | 6  |
| 4     | Vanuatu        | 0               | 1                | 0                 | 1  |
| 5     | Ilhas Cook     | 0               | 0                | 5                 | 5  |
| Total | Total          | 9               | 8                | 5                 | 22 |

## Nações participantes
| Pais           | 1994 | 1996 | 2002 | 2004 | 2006 | 2008 | 2010 | 2012 | 2014 | Total |
| -------------- | ---- | ---- | ---- | ---- | ---- | ---- | ---- | ---- | ---- | ----- |
| Austrália      | 1º   | 1º   | 1º   | 1º   | 1º   | 2º   | 1º   | 1º   | 1º   | 9     |
| Ilhas Cook     |      |      | 3º   | 3º   | 3º   | 3º   | 3º   |      |      | 5     |
| Nova Caledónia |      |      |      |      |      | 1º   |      |      |      | 1     |
| Nova Zelândia  | 2º   |      |      | 2º   | 2º   | 4º   | 2º   | 2º   | 2º   | 7     |
| Vanuatu        |      |      | 2º   |      |      |      |      |      |      | 1     |
| Participantes  | 2    |      | 3    | 3    | 3    | 4    | 3    | 2    | 2    |       |